# Club Hielo Jaca
El Club Hielo Jaca (CH Jaca) és un club d'hoquei sobre gel aragonès de la ciutat de Jaca, fundat l'any 1972.
És un dels sis equips fundadors de la primera Lliga espanyola celebrada la temporada 1972-73, així com l'únic que ha competit a totes les edicions de la competició. Al llarg de la seva història, ha aconseguit catorze Lligues i setze Copes del Rei, essent un dels equips amb més títols de l'Estat espanyol.
Des de l'any 1979 disposa d'una escola de formació d'hoquei sobre gel en categories inferiors, com també d'equip femení, secció de curling i patinatge artístic sobre gel.
Des de la seva fundació, disputà els seus partits a la Pista de Gel de Jaca i, des de l'any 2008, juga com a local al Pavelló de Gel de Jaca, que té una capacitat per a 2.000 espectadors.
Entre d'altres reconeixements, l'entitat ha rebut el premi del millor club espanyol versió Asociación Prensa Española (1984), la placa de bronze al Mèrit Esportiu del Consejo Superior de Deportes (1998), la medalla d'or al Mèrit Esportiu del Govern d'Aragó (1998) i el Premi Govern d'Aragó al millor club d'Aragó (2011).
També disposa d'un equip femení, el qual la temporada 2022-23 guanyà per primera vegada la Lliga espanyola, essent finalista aquella mateixa de la Copa de la Reina, caient a la final enfront el SAD Majadahonda.

## Palmarès

### Masculí
- 14 Lligues espanyoles masculines: 1983-84, 1990-91, 1993-94, 1995-96, 2000-01, 2002-03, 2003-04, 2004-05, 2009-10, 2010-11, 2011-12, 2014-15, 2015-16, 2022-23

- 16 Copes espanyoles masculines: 1984-85, 1988-89, 1992-93, 1994-95, 1995-96, 1997-98, 2000-01, 2001-02, 2002-03, 2005-06, 2010-11, 2011-12, 2012-13, 2016-17, 2020-21, 2022-23

### Femení
- 1 Lliga espanyola femenina: 2022-23